# 趙樞
肅王趙樞（1103年—1130年），宋朝宗室。

## 生平
宋朝第八代皇帝宋徽宗赵佶的第五子，生母不详，崇寧二年（1103年）六月出生，九月賜名趙樞，授武勝軍節度使、檢校太尉，封吳國公。大觀二年（1108年）正月，改任集慶軍，加開府儀同三司，進封建安郡王。政和三年（1113年）正月，正三公官名，改授檢校太保。宣和元年（1119年）正月，改保平、武寧軍，遷太保，進封肅王。靖康初年，金军围京城，要徽宗子弟为人质，且要求割让两河（河北、河东）。于是宋钦宗遣宰臣张邦昌从枢使斡离不军，被金朝人扣留，相约等到割地后遣还趙樞，而挟之北去。建炎四年（金天会八年，1130年）十月，趙樞去世。 

## 家庭

### 妻妾
1. 王妃任二姑，靖康之变被俘，入洗衣院，最后死在洗衣院中。
2. 郡君余英珠，靖康之变被俘，归金将完颜阇母为妾。

### 子
1. 肅王長子（1121年—？），小名元寶郎，靖康之变被俘。
2. 肅王次子（1126年—？），小名佛郎，靖康之变被俘。

### 女
1. 肅大宗姬（1122年—？），靖康之变被俘。
2. 赵玉嫱（1126年—？），即肅二宗姬，靖康之变被俘，金熙宗妃。1138年封夫人，1139年封帝姬（嫔），1142年封次妃。
3. 肅三宗姬，靖康之变被俘，1127年卒。
4. 肅四宗姬，靖康之变被俘。

## 延伸阅读
[在维基数据编辑]
 《宋史/卷246》，出自脱脱《宋史》